# Бехагель, Отто
Вильге́льм Максимилиа́н О́тто Беха́гель (нем. Wilhelm Maximilian Otto Behaghel; 3 мая 1854, Карлсруэ — 9 октября 1936, Мюнхен) — немецкий медиевист-германист, профессор Гейдельбергского, Базельского и Гиссенского университетов. Внёс существенный вклад в исследования немецкого синтаксиса.

## Биография
Отто Бехагель родился в 1854 году в семье руководителя Земельной церкви Феликса Бехагеля (1822-1888), мать — Паулина Бехагель, урождённая Виланд (1827-1901). Отто посещал гимназию в Карлсруэ, в 1872-1873 годах прошёл военную службу в баденском полку, откуда был уволен в запас в чине лейтенанта. С 1973 по 1876 год Бехагель учился в университетах Гейдельберга, Гёттингена и Парижа. Большое влияние на него в это время оказал Карл Барч. 22 апреля 1876 года Отто Бехагель получил степень кандидата наук, через год сдал государственный экзамен по философии. В 1878 году защитил докторскую диссертацию, получив звание приват-доцента германской и романской филологии. В 1880 году в Гейдельберге совместно с Фрицем Нойманом основал журнал о германской и романской филологии. В 1882 году удостоился звания профессора в Гейдельберге, 9 июня 1883 году стал профессором немецкой филологии в Базельском университете, 30 июня 1888 году — профессором германистики в университете Гиссена.
На протяжении долгих лет упорного труда Отто Бехагель не раз удостаивался наград и чинов, которые, как считали многие из его окружения, он получал заслуженно. Его способности и знания ценили, поэтому его коллеги всегда отзывались о нём как о человеке высокой морали, широкого ума и твёрдой чести. Бехагель становился ректором Гиссенского университета в 1895, 1905 и 1907 годах. В 1896 году был членом Первой палаты земских представительств Великого герцогства Гессен. В 1897 году он стал тайным надворным советником, в 1918 году он стал действительным членом Тайного совета и почётным доктором юридического факультета Гиссенского университета. Помимо всего прочего Бехагель был награждён Крестом командира второй степени и Орденом Льва Церингенов (1907), почётной медалью Гиссена (1932), Медалью Гёте за вклад в науку и искусство и Золотым кольцом немецкого языкового союза (1934).

### Вклад в немецкое языкознание
Большой теоретический вклад Бехагель внёс в развитие представлений о немецком синтаксисе и средневерхненемецком языке. Ему принадлежит также формулировка рада принципов синтаксиса о расположении слов и различных частей речи относительно друг друга в немецком предложении. Эти принципы объединяют понятием «Закон Бехагеля». Закон возрастающих членов предложения (четвёртый принцип Бехагеля), согласно которому из двух членов предложения наименьший предшествует наибольшему, сегодня является важной составляющей исследований об актуальном членении предложения и находит отражение в квантитативной лингвистике. Среди научных трудов Бехагеля наиболее известны именно труды по истории немецкого языка (например, Geschichte der deutschen Sprache, 1891; Der Heliand und die angelsächsische Genisis, 1902, 1908), синтаксису (Syntax d. Heliand, 1897; Deutsche Syntax, I-IV, 1923−1928; Gebrauch der Zeitform im konjunktiven Nebensatz der Deutschen, 1898) лексике и вариантам (Schriftspr. und Mundart, 1896).

## Семья
2 августа 1887 года Отто Бехагель женился на Кларе Елизавете Марии Доротее (нем. Klara Elisabeth Maria Dorothea, 1866-1924), дочери профессора Венского института обработки почв Филиппа Цёллера (нем. Philipp Zöller, 1831-1885) и его жены Елизаветы Анны Магдалены Диль (нем. Elisabeth Anna Magdalene Diehl, 1845-1928). От этого брака Отто имел дочь Паулину Елизавету Софию Бехагель (нем. Pauline Elisabeth Sophie Behaghel, 1890-1967) и сына Эдуарда Феликса Филиппа Отто Бехагеля (нем. Eduard Felix Philipp Otto Behaghel, 1895-1961). Сын Эдуард впоследствии стал профессором химии в университете Гиссена, где работал Отто Бехагель.